# Eliseu Visconti
Eliseo D'Angelo, meglio conosciuto come Eliseu Visconti (Giffoni Valle Piana, 30 luglio 1866 – Rio de Janeiro, 15 ottobre 1944), è stato un pittore, scultore e designer italiano naturalizzato brasiliano. È considerato il più importante artista plastico brasiliano del primo decennio del Novecento.

## Biografia
Figlio di Gabriele D'Angelo e Cristina Visconti, emigrò in Brasile nel 1873, dove organizzò la sua formazione artistica. Studiò dapprima al Liceu de Artes e Ofícios, terminato il quale, s'iscrisse all'Academia Imperial de Belas Artes. Fu discepolo di Vitor Meirelles, Rodolfo Amoedo, Henrique Bernardelli e di altri rinomati artisti dell'epoca.
Nel 1892 ricevette un viaggio premio per l'Europa. A Parigi conobbe e frequentò Grasset alla Scuola delle Arti Decorative, prendendo parte attiva alla vita culturale della città, allora centro delle influenze dell'Impressionismo.
Durante questo periodo alternò lunghi soggiorni tra Parigi e la capitale carioca. Nel 1905 ritornò definitivamente in Brasile a seguito della commissione impartitagli dalle cariche di Rio de Janeiro per la realizzazione di affreschi nel Teatro Comunale. Subito dopo ricevette altre commesse dal governo, tra le quali sono gli affreschi nel Palazzo Tiradentes, originalmente la sede del Parlamento del Brasile, e gli affreschi nel Palazzo Pedro Ernesto, oggi Camera Comunale della città di Rio.
La maggior parte dei quadri dipinti da Eliseo Visconti si trovano in collezioni di famiglia o in collezioni private in Francia e in Brasile; altri quadri sono esposti nel Museo Nazionale delle Belle Arti di Rio, nel Museo di San Paolo e nel Museo di Santiago del Cile.
La prima esposizione delle opere di Visconti al pubblico fu lo stesso artista ad organizzarla nel 1901, 88 opere totale, di cui 28 d'arte decorativa e le altre rappresentative di varie figure umane e paesaggi. Ma la mostra più completa con un totale di 285 opere, olio, acquerelli, disegni e pezzi d'arte decorativa, fu la grande retrospettiva di Visconti nel 1949 nel Museo delle Belle Arti della città di Rio.
Possono distinguersi fasi diverse nell'evoluzione dell'attività artistica di Eliseo Visconti. Fu influenzato sia dalla tradizione del Rinascimento che dal Simbolismo, dall'Impressionismo e dall'Art Nouveau, tendenze che alcune volte si mescolano e come risultato danno all'artista uno stile indefinito ed eclettico.
Tra 1888 e 1897 sono le prime opere, composte di diversi paesaggi e figure, alcune di corrente naturalistica e altre di stretto legame ai pittori rinascimentali. La fase 1898-1908 è caratterizzata da numerose opere di tecnica e influenza impressionista; invece il ciclo 1909-1912 rappresenta una fase di transizione marcata da un accentuato realismo nelle figure e un forte cromatismo nei paesaggi. La fase finale si estende dal 1935 fino alla sua morte. La produzione dell'artista è principalmente ascrivibile alla matrice impressionista europea.